# St. Nikolaus (Steinbach)

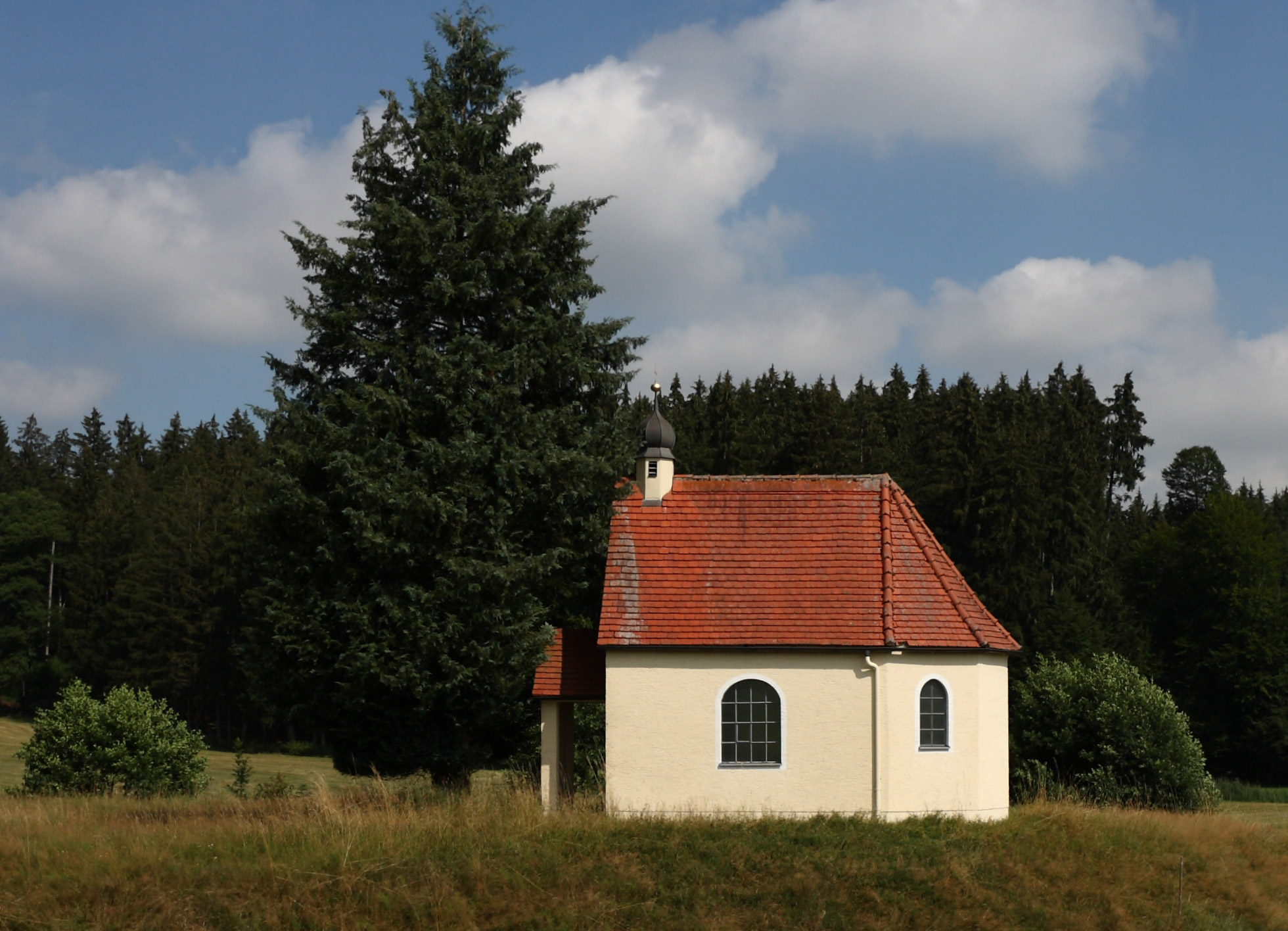
Steinbach Kapelle St. Nikolaus S

St. Nikolaus ist eine römisch-katholische Privatkapelle im oberschwäbischen Steinbach, einem Ortsteil von Breitenbrunn.

## Die Kapelle bis 1803
Die erstmals 1393 genannte Kapelle auf der Anhöhe nahe dem Einödhof Steinbach erhielt um 1610 ein Mesnerhaus. Ein neuer Mariahilfaltar wurde 1984 erwähnt. Die Kapelle wurde 1803 abgebrochen.

## Heutige Kapelle
Die heutige Kapelle wurde 1962 am alten Platz nach einem Entwurf des Stadtpfarrers von Marktoberdorf, Kaspar Bergler, neu erbaut.
Sie ist ein flachgedeckter Bau mit vierseitig polygonalem Schluss. Im Westen befindet sich ein kleiner Dachreiter mit Zwiebelhaube. Das Altarbild zeigt den heiligen Nikolaus und ist mit „F. Hartmann“ bezeichnet. Das gefasste Kruzifix aus Holz wurde um 1520 gefertigt.